# Szafa Dain

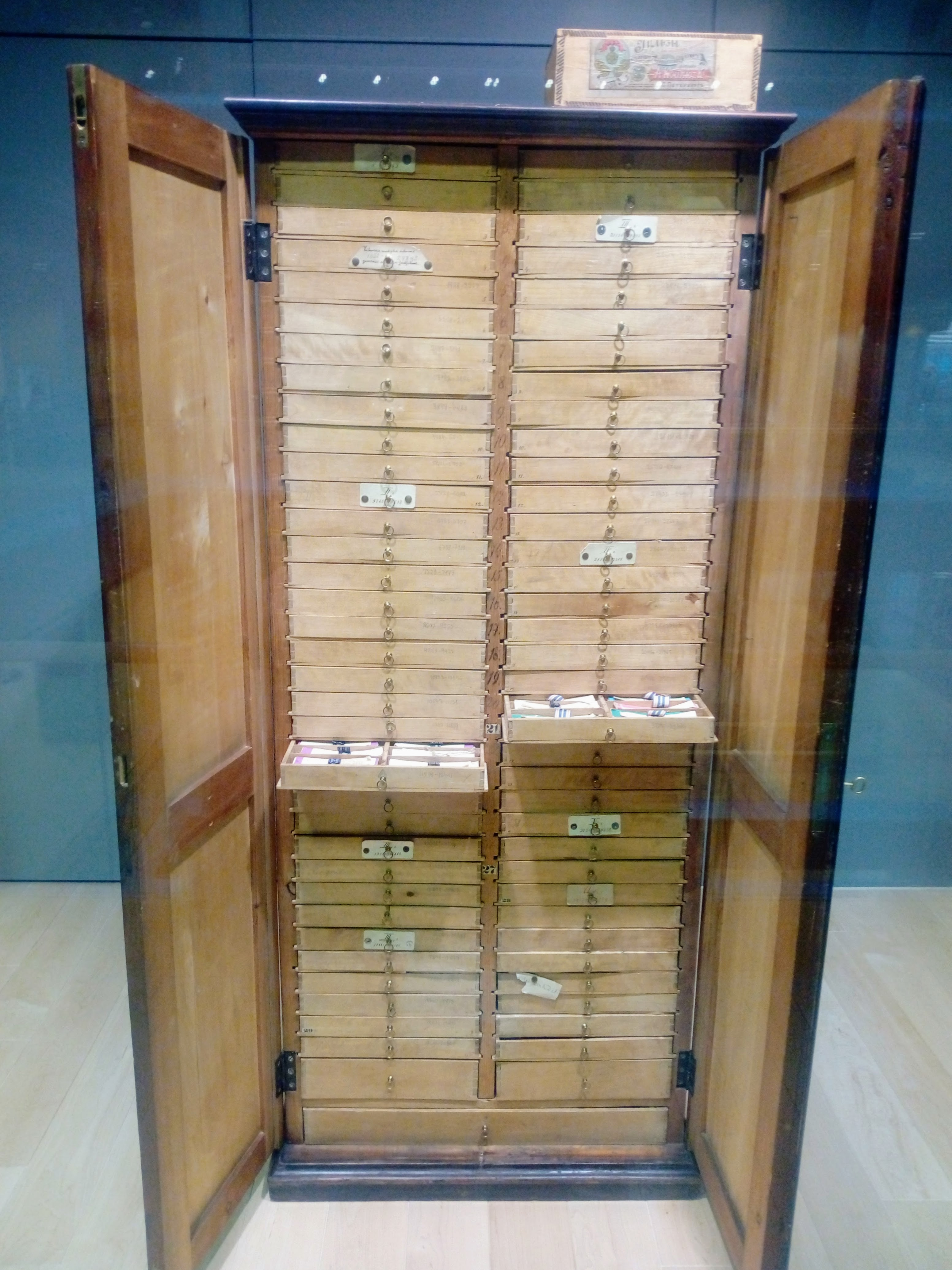
Oryginalna Szafa Dain (Dainu skapis) eksponowana w Bibliotece Narodowej Łotwy

Szafa Dain (łot.: Dainu skapis) – dębowa szafa, w której przechowywana jest kolekcja łotewskich pieśni ludowych (dain) zgromadzonych przez łotewskiego badacza folkloru Krišjānisa Baronsa. W 2001 roku Dainu skapis wpisano na listę UNESCO Pamięć Świata. Pieśni ludowe oraz szafa z ich zbiorem należą do symboli łotewskiej tożsamości narodowej.

## Historia
Barons rozpoczął gromadzenie i klasyfikowanie łotewskich pieśni ludowych około roku 1878 (lub 1868), aby pokazać, że kultura łotewska w swej najstarszej części ma taką samą wartość jak kultura innych narodów, i gromadził je przez wiele lat. Teksty dain przysyłały mu tysiące informatorów, w tym pieśniarze. Pozyskany w ten sposób materiał stał się źródłem opus magnum Baronsa – obszernego wielotomowego wydania tych pieśni pt. Latvju dainas. W latach 1894–1915 ukazało się sześć tomów dzieła w ośmiu woluminach, obejmujących – jak podawał sam Barons – ogółem 217 996 dain. 
Zbierane pieśni Barons początkowo przechowywał w pudełkach na bibułki do papierosów, lecz ze względu na liczbę napływających tekstów i wciąż rozrastający się materiał do opracowania, niezbędna w pracy stała się szafa katalogowa. Wykonano ją w 1880 roku w Moskwie, na zlecenie i według projektu Baronsa. W 1893 roku, kiedy zbiór Baronsa liczył już blisko 150 000 tekstów, przeniósł się on z Moskwy na Łotwę wraz z mieszczącą kolekcję szafą. Mebel wędrował wraz z Baronsem przy kolejnych przeprowadzkach w Rydze, a po jego śmierci trafił na przechowanie do skarbca bankowego. 
W 1940 roku szafa wraz kolekcją trafiła do Archiwum Folkloru Łotewskiego, gdzie była przechowywana przez ponad 70 lat. Samo archiwum w ciągu lat kilkakrotnie zmieniało przynależność instytucjonalną: początkowo podlegało ministerstwu edukacji, w 1945 r. zostało przejęte przez Uniwersytet Łotwy, w 1946 r. stało się częścią Łotewskiej Akademii Nauk, od 1999 r. należy do Instytutu Literatury, Folkloru i Sztuki Uniwersytetu Łotwy. Od 2014 Dainu skapis jest eksponowana w nowym budynku Biblioteki Narodowej Łotwy na piątym piętrze. Przed przeniesieniem do Biblioteki Narodowej i upublicznieniem szafa została ubezpieczona na milion euro. 
Istnieją dwie repliki Dainu skapis: jedna znajduje się w Muzeum Pamięci Krišjānisa Baronsa w Rydze, mieszczącym się w ostatnim mieszkaniu badacza folkloru, a druga w poświęconym mu muzeum we wsi Muchoudierowka w obwodzie biełgorodzkim w Rosji, w dawnym dworku Iwana Stankiewicza, gdzie Barons rozpoczynał pracę nad dainami. 
Podczas II wojny światowej w latach 1940. wykonano kopię zawartości Dainu skapis techniką mikrofilmu. W 1998 r. rozpoczęto digitalizację kolekcji, która w formie cyfrowej jest w całości dostępna w Internecie od 2006 r.
4 września 2001 roku Szafa Dain została wpisana na listę UNESCO Pamięć Świata.

## Opis
Dębowa szafa mierzy 160 cm wysokości, 66 cm szerokości i 42 cm głębokości i mieści 73 szuflady o różnych rozmiarach. Zawartość 70 szuflad, podzielonych na 20 sekcji każda, stanowi ponad 350 000 papierowych fiszek o wymiarach ok. 3 cm × 11 cm z odręcznie zapisanymi wersami pieśni ludowych, a także innych tekstów, takich jak zagadki i porzekadła. Zgodnie z opracowanym przez Baronsa systemem klasyfikacji, na pojedynczej fiszce mieszczą się zwykle 4 wiersze. Szuflady oznakowane są typem pieśni i numerem tomu. Teksty na fiszkach pisane są wieloma charakterami pisma, w tym należącym do Baronsa, widnieją na fiszkach również komentarze i adnotacje Baronsa. W pozostałych trzech większych szufladach znajdują się archiwalia związane z pracą nad zbiorem, m.in. listy adresowane do Baronsa, brudnopisy jego odpowiedzi, czy indeks pieśni.